# ウイングアロー
ウイングアロー（欧字名:Wing Arrow、1995年3月25日 - 2019年11月21日）は、日本の競走馬、種牡馬。主な勝ち鞍に1998年のスーパーダートダービー、ユニコーンステークス、名古屋優駿、グランシャリオカップ、2000年のフェブラリーステークス、ジャパンカップダート、ブリーダーズゴールドカップ、2001年のブリーダーズゴールドカップ。1998年および2000年のJRA賞最優秀ダートホースに選出された。

## 戦績
1998年1月10日、京都競馬場で行われた新馬戦（ダート1200m）でデビュー（騎手は菊沢隆仁）、16頭立ての3着に入った。初勝利は同年2月18日に名古屋競馬場で行われた中央交流競走・マンゴー賞（ダート1400m）で後続に7馬身差を付けての勝利だった（3戦目）。その後4月11日の阪神競馬500万下の条件戦で2勝目を挙げた。3勝目は6月14日、東京競馬場で行われた菖蒲ステークス、その後統一重賞の名古屋優駿（名古屋、ダート1900m）で初めての重賞勝利となった。以後、統一GIIIのグランシャリオカップ（旭川、ダート1600m）を勝ち、秋に入り4歳ダート三冠レース（当時、年齢は旧表記）のユニコーンステークス（中山、ダート1800m）、スーパーダートダービー（大井、ダート2000m）と連勝し、ダートレースで5連勝、重賞4連勝を挙げた。史上初の4歳ダート三冠を目指し11月23日に盛岡競馬場で行なわれるダービーグランプリに出走を表明するも当日の降雪でレースは延期となった。仕切り直しに12月14日に水沢競馬場で行なわれたが、ナリタホマレの2着に終わり、三冠はならなかった。その後、スーパーダートダービーの廃止により、4歳ダート三冠はなくなったため、この路線での三冠馬は存在しない。
4歳時（1999年）は球節ならびに膝の不安で満足ゆく調整ができず5戦して未勝利、5歳（2000年）は1月23日の平安ステークス5着を経てフェブラリーステークス（2月20日）に出走、オリビエ・ペリエ騎乗で直線一気の末脚でゴールドティアラ、ファストフレンド以下を破り優勝した。ペリエ自身初の日本のGIレース制覇と共に2月一杯で調教師を定年退職する工藤嘉見調教師の引退の花道を飾った。3月には騎手時代工藤厩舎に所属していた南井克巳が工藤厩舎の後を継いだ。2000年11月25日に行なわれた第1回ジャパンカップダートで1着となり、初代王者に就いた。
2002年2月17日に行なわれたフェブラリーステークスを最後に現役を引退した。通算成績は30戦11勝であった。

## 種牡馬時代
2002年から北海道静内町の静内スタリオンステーションで種牡馬供用される。初年度の種付料は100万円。2004年静内スタリオンステーション閉鎖後、アロースタッドに移動。
2005年6月18日の水沢4Rでサイレントエクセルが産駒初勝利。
2007年種付けシーズン後にシンジケートが解散し、青森県上北郡東北町の（有）フォレブルーに移動。
2014年10月1日付で用途変更され種牡馬引退。功労馬繋養展示事業の助成を受け、功労馬として余生を送る。
2019年11月21日未明、老衰でこの世を去った。24歳没。

### 主な産駒
- 2003年産
  - サイレントエクセル（白菊賞、ひまわり賞、ビューチフル・ドリーマーカップ2回、青藍賞、留守杯日高賞）[7]
  - マルチシークレット（黒潮皐月賞）[8]
- 2004年産
  - ロングウェーブ（戸塚記念）[9]
- 2007年産
  - ラッキーサンライズ（駿蹄賞）[10]
- 2013年産
  - ウマノジョー（大井記念）[11]

### 母の父として主な産駒
- 2015年産
  - チャイヤプーン（ダービーグランプリ、戸塚記念、あすなろ賞、赤松杯、岩手ダービーダイヤモンドC、やまびこ賞、水沢金杯、寒菊賞）[12]父：フェデラリスト

## 競走成績
以下の内容は、JBISサーチおよびnetkeiba.comに基づく。
| 競走日     | 競馬場 | 競走名                 | 格      | 距離 （馬場） | 頭 数 | 枠 番 | 馬 番 | オッズ （人気） | 着順 | タイム （上り3F） | 着差 | 騎手      | 斤量 [kg] | 1着馬（2着馬）         | 馬体重 [kg] |
| ---------- | ------ | ---------------------- | ------- | ------------- | ----- | ----- | ----- | --------------- | ---- | ----------------- | ---- | --------- | --------- | ---------------------- | ----------- |
| 1998.01.10 | 京都   | 4歳新馬                |         | ダ1200m（重） | 16    | 5     | 9     | 018.80（5人）   | 03着 | R1:12.6（35.9）   | -0.1 | 0菊沢隆仁 | 55        | ケイエスグットワン     | 446         |
| 0000.01.24 | 京都   | 4歳新馬                |         | ダ1800m（良） | 12    | 6     | 7     | 002.40（1人）   | 02着 | R1:54.7（38.3）   | -0.4 | 0菊沢隆仁 | 55        | ダンシングチアズ       | 448         |
| 0000.02.18 | 名古屋 | 名古屋CCマンゴー賞     |         | ダ1400m（良） | 12    | 6     | 7     | 001.50（1人）   | 01着 | R1:30.1           | -1.5 | 0菊沢隆仁 | 54        | (マスコットドーター)   | 450         |
| 0000.03.07 | 中京   | 沈丁花賞               | 500万下 | ダ1700m（稍） | 16    | 5     | 9     | 005.00（2人）   | 05着 | R1:47.4（38.5）   | -0.5 | 0菊沢隆仁 | 55        | トーヨーメゾン         | 450         |
| 0000.04.11 | 阪神   | 4歳500万下             |         | ダ1800m（良） | 10    | 1     | 1     | 002.20（1人）   | 01着 | R1:53.0（37.2）   | -0.6 | 0南井克巳 | 55        | （シロキタルーブル）   | 450         |
| 0000.05.03 | 京都   | 端午S                  | OP      | ダ1800m（稍） | 15    | 6     | 11    | 006.20（4人）   | 03着 | R1:51.2（36.8）   | -0.7 | 0南井克巳 | 55        | キングオブジェイ       | 454         |
| 0000.05.16 | 東京   | プリンシパルS          | OP      | 芝2200m（良） | 16    | 4     | 8     | 027.7（10人）   | 13着 | R2:15.3（35.3）   | -1.5 | 0南井克巳 | 56        | タイキブライドル       | 450         |
| 0000.06.14 | 東京   | 菖蒲S                  | OP      | ダ1600m（不） | 15    | 3     | 4     | 044.20（9人）   | 01着 | R1:36.0（36.1）   | -0.3 | 0南井克巳 | 55        | （ロバノパンヤ）       | 448         |
| 0000.07.01 | 名古屋 | 名古屋優駿             | GIII    | ダ1900m（良） | 12    | 8     | 12    | 003.80（2人）   | 01着 | R2:01.7           | -0.3 | 0南井克巳 | 55        | （シャインポイント）   | 444         |
| 0000.07.22 | 旭川   | グランシャリオC        | GIII    | ダ1600m（良） | 14    | 4     | 5     | 001.50（1人）   | 01着 | R1:39.4           | -0.9 | 0南井克巳 | 55        | （トウショウコナン）   | 450         |
| 0000.10.03 | 中山   | ユニコーンS            | GIII    | ダ1800m（良） | 11    | 5     | 5     | 002.10（1人）   | 01着 | R1:52.0（36.6）   | -0.4 | 0南井克巳 | 56        | （ロバノパンヤ）       | 448         |
| 0000.10.30 | 大井   | スーパーダートダービー | GII     | ダ2000m（良） | 11    | 6     | 7     | 001.30（1人）   | 01着 | R2:05.1（36.8）   | -0.5 | 0南井克巳 | 57        | （ナナヨーウォリアー） | 450         |
| 0000.12.14 | 水沢   | ダービーグランプリ     | GI      | ダ2000m（不） | 10    | 5     | 5     | 00 - 00（1人）  | 02着 | R2:07.9           | -0.1 | 0武豊     | 56        | ナリタホマレ           | 448         |
| 1999.04.17 | 阪神   | プロキオンS            | GIII    | ダ1400m（良） | 16    | 6     | 12    | 028.8（10人）   | 03着 | R1:23.8（36.7）   | -0.6 | 0菊沢隆仁 | 57        | タヤスケーポイント     | 458         |
| 0000.10.11 | 盛岡   | マイルCS南部杯         | GI      | ダ1600m（良） | 12    | 1     | 1     | 00 - 00（3人）  | 03着 | R1:39.1           | -0.7 | 0菊沢隆仁 | 56        | ニホンピロジュピタ     | 458         |
| 0000.11.20 | 京都   | トパーズS              | OP      | ダ1800m（良） | 9     | 6     | 6     | 003.90（3人）   | 03着 | R1:51.9（36.4）   | -0.3 | 0菊沢隆仁 | 58.5      | ワールドクリーク       | 470         |
| 0000.12.05 | 小倉   | 東海ウインターS        | GII     | ダ2400m（良） | 12    | 1     | 1     | 002.70（1人）   | 02着 | R2:33.8（37.5）   | -0.2 | 0菊沢隆仁 | 57        | マイターン             | 466         |
| 0000.12.15 | 浦和   | 浦和記念               | GII     | ダ2000m（良） | 9     | 5     | 5     | 00 - 00（2人）  | 02着 | R2:05.2           | -0.1 | 0菊沢隆仁 | 55        | インテリパワー         | 460         |
| 2000.01.23 | 京都   | 平安S                  | GIII    | ダ1800m（不） | 16    | 3     | 5     | 007.30（3人）   | 05着 | R1:50.5（36.6）   | -0.7 | 0河内洋   | 58        | オースミジェット       | 460         |
| 0000.02.20 | 東京   | フェブラリーS          | GI      | ダ1600m（良） | 16    | 7     | 14    | 007.10（4人）   | 01着 | R1:35.6（35.9）   | -0.1 | 0O.ペリエ | 57        | （ゴールドティアラ）   | 456         |
| 0000.06.22 | 大井   | 帝王賞                 | GI      | ダ2000m（良） | 16    | 8     | 16    | 00 - 00（3人）  | 05着 | R2:06.3（39.3）   | -0.7 | 0武豊     | 57        | ファストフレンド       | 461         |
| 0000.08.15 | 旭川   | ブリーダーズGC         | GII     | ダ2300m（稍） | 13    | 2     | 2     | 001.40（1人）   | 01着 | R2:32.5           | -0.4 | 0岡部幸雄 | 58        | （ナリタホマレ）       | 468         |
| 0000.10.09 | 盛岡   | マイルCS南部杯         | GI      | ダ1600m（良） | 14    | 7     | 12    | 00 - 00（4人）  | 02着 | R1:39.0           | -0.7 | 0岡部幸雄 | 56        | ゴールドティアラ       | 461         |
| 0000.11.25 | 東京   | ジャパンCダート        | GI      | ダ2100m（良） | 15    | 3     | 6     | 007.10（4人）   | 01着 | R2:07.2（37.6）   | -0.6 | 0岡部幸雄 | 57        | （サンフォードシチー） | 460         |
| 2001.02.18 | 東京   | フェブラリーS          | GI      | ダ1600m（良） | 16    | 3     | 6     | 004.00（2人）   | 02着 | R1:35.8（35.4）   | -0.2 | 0岡部幸雄 | 57        | ノボトゥルー           | 468         |
| 0000.08.16 | 旭川   | ブリーダーズGC         | GII     | ダ2300m（良） | 10    | 6     | 6     | 001.90（1人）   | 01着 | R2:29.5           | -0.7 | 0岡部幸雄 | 57        | （ハギノハイグレイド） | 470         |
| 0000.10.09 | 盛岡   | マイルCS南部杯         | GI      | ダ1600m（良） | 9     | 6     | 6     | 00 - 00（2人）  | 05着 | R1:38.8           | -1.1 | 0岡部幸雄 | 56        | アグネスデジタル       | 463         |
| 0000.11.24 | 東京   | ジャパンCダート        | GI      | ダ2100m（良） | 16    | 4     | 8     | 006.00（3人）   | 02着 | R2:07.0（35.8）   | -1.1 | 0横山典弘 | 57        | クロフネ               | 466         |
| 0000.12.29 | 大井   | 東京大賞典             | GI      | ダ2000m（良） | 16    | 8     | 15    | 00 - 00（1人）  | 10着 | R2:07.0（39.3）   | -1.8 | 0横山典弘 | 56        | トーホウエンペラー     | 463         |
| 2002.02.17 | 東京   | フェブラリーS          | GI      | ダ1600m（良） | 16    | 4     | 7     | 010.00（5人）   | 09着 | R1:36.3（35.9）   | -1.2 | 0岡部幸雄 | 57        | アグネスデジタル       | 470         |

## 血統表
| ウイングアローの血統             | ウイングアローの血統               | ウイングアローの血統       | （血統表の出典）      | （血統表の出典） |
| 父系                             | ノーザンダンサー系                 | ノーザンダンサー系         | ノーザンダンサー系    | [ § 2 ]          |
| 父 *アサティス Assatis 1985 鹿毛 | 父の父Topsider 1974 鹿毛           | Northern Dancer            | Nearctic              | Nearctic         |
| 父 *アサティス Assatis 1985 鹿毛 | 父の父Topsider 1974 鹿毛           | Northern Dancer            | Natalma               |                  |
| 父 *アサティス Assatis 1985 鹿毛 | 父の父Topsider 1974 鹿毛           | Drumtop                    | Round Table           | Round Table      |
| 父 *アサティス Assatis 1985 鹿毛 | 父の父Topsider 1974 鹿毛           | Drumtop                    | Zonah                 |                  |
| 父 *アサティス Assatis 1985 鹿毛 | 父の母Secret Asset 1977 鹿毛       | Graustark                  | Rbot                  | Rbot             |
| 父 *アサティス Assatis 1985 鹿毛 | 父の母Secret Asset 1977 鹿毛       | Graustark                  | Flower Bowl           |                  |
| 父 *アサティス Assatis 1985 鹿毛 | 父の母Secret Asset 1977 鹿毛       | Numbered Account           | Buckpasser            | Buckpasser       |
| 父 *アサティス Assatis 1985 鹿毛 | 父の母Secret Asset 1977 鹿毛       | Numbered Account           | Intriguing            |                  |
| 母 サンヨウアロー 1988 鹿毛      | 母の父ミスターシービー 1980 黒鹿毛 | トウショウボーイ           | *テスコボーイ         | *テスコボーイ    |
| 母 サンヨウアロー 1988 鹿毛      | 母の父ミスターシービー 1980 黒鹿毛 | トウショウボーイ           | *ソシアルバターフライ |                  |
| 母 サンヨウアロー 1988 鹿毛      | 母の父ミスターシービー 1980 黒鹿毛 | シービークイン             | *トピオ               | *トピオ          |
| 母 サンヨウアロー 1988 鹿毛      | 母の父ミスターシービー 1980 黒鹿毛 | シービークイン             | メイドウ              |                  |
| 母 サンヨウアロー 1988 鹿毛      | 母の母タニイチパワー 1981 黒鹿毛   | *ネヴァービート Never Beat | Never Say Die         | Never Say Die    |
| 母 サンヨウアロー 1988 鹿毛      | 母の母タニイチパワー 1981 黒鹿毛   | *ネヴァービート Never Beat | Bride Elect           |                  |
| 母 サンヨウアロー 1988 鹿毛      | 母の母タニイチパワー 1981 黒鹿毛   | ロングパワー               | *ヒンドスタン         | *ヒンドスタン    |
| 母 サンヨウアロー 1988 鹿毛      | 母の母タニイチパワー 1981 黒鹿毛   | ロングパワー               | *マーシュメドウ       |                  |
| 母系(F-No.)                      | 11号族(FN:11-f)                    | 11号族(FN:11-f)            | 11号族(FN:11-f)       | [ § 3 ]          |
| 5代内の近親交配                  | Nasrullah5×5=6.25%                 | Nasrullah5×5=6.25%         | Nasrullah5×5=6.25%    | [ § 4 ]          |
| 出典                             | 1. 2. 3. 4.                        | 1. 2. 3. 4.                | 1. 2. 3. 4.           | 1. 2. 3. 4.      |

- 叔父ユーセイトップラン（長距離重賞3勝）、甥にロングプライド（ユニコーンステークス）やメイショウスミトモ（シリウスステークス等）がいる。
- 近親にキーストン（日本ダービー）、ミノル（朝日杯3歳ステークス）、アラブのヤングメドウ（全日本アラブ優駿、六甲盃）がいる。